# Friedrich Willy Hinrichsen
Friedrich Wilhelm „Willy“ Hinrichsen (Berlim, 3 de março de 1877 — Łódź, dtlink{{|2|12|1914}}) foi um químico alemão.
Hinrichsen estudou em Berlim. De 1904 a 1905 foi Privatdozent de química (geral e física) na Universidade Técnica da Renânia do Norte-Vestfália em Aachen. Foi depois professor da Universidade de Berlim. Trabalhou com química analítica e defendeu a teoria atêmica em diversas publicações, por exemplo na Encyklopädie der mathematischen Wissenschaften (1905).

## Obras
- Über den gegenwärtigen Stand der Valenzlehre, Stuttgart 1902
- Vorlesungen über chemische Atomistik, Leipzig, Teubner 1908
- Die Untersuchung von Eisengallustinten, Stuttgart, Enke 1909
- Der Kautschuk und seine Prüfung, Hirzel 1910
- com S. Taczak Die Chemie der Kohle, Leipzig, W. Engelmann 1916
- 'Das Materialprüfungswesen unter besonderer Berücksichtigung der am Königl. Materialprüfungsamte zu Berlin-Lichterfelde üblichen Verfahren im Grundriß dargestellt, Stuttgart 1912